# Yurgovuchia
Yurgovuchia (лат.) — род динозавров из семейства дромеозаврид, ископаемые остатки которых найдены в нижнемеловых отложениях штата Юта, США. Включает единственный типовой вид Yurgovuchia doellingi. Согласно филогенетическому анализу, выполненному авторами описания, является продвинутым дромеозаврином, тесно связанным с Achillobator, Dromaeosaurus и Utahraptor.

## Этимология
Родовое название происходит от слова yurgovuch из языка индейского народа юты, которое означает «койот». Этот хищник живёт в той же местности, где были найдены окаменелости, и достигает примерно такого же размера, что и названный в честь него дромеозаврин. Видовое имя doellingi дано в честь геолога Гельмута Доуллинга за его 50-летние геологические исследования и картографирование Юты для картографической службы штата, а также за открытие костяного слоя Доуллингз Боул, где были обнаружены окаменелости.

## Описание

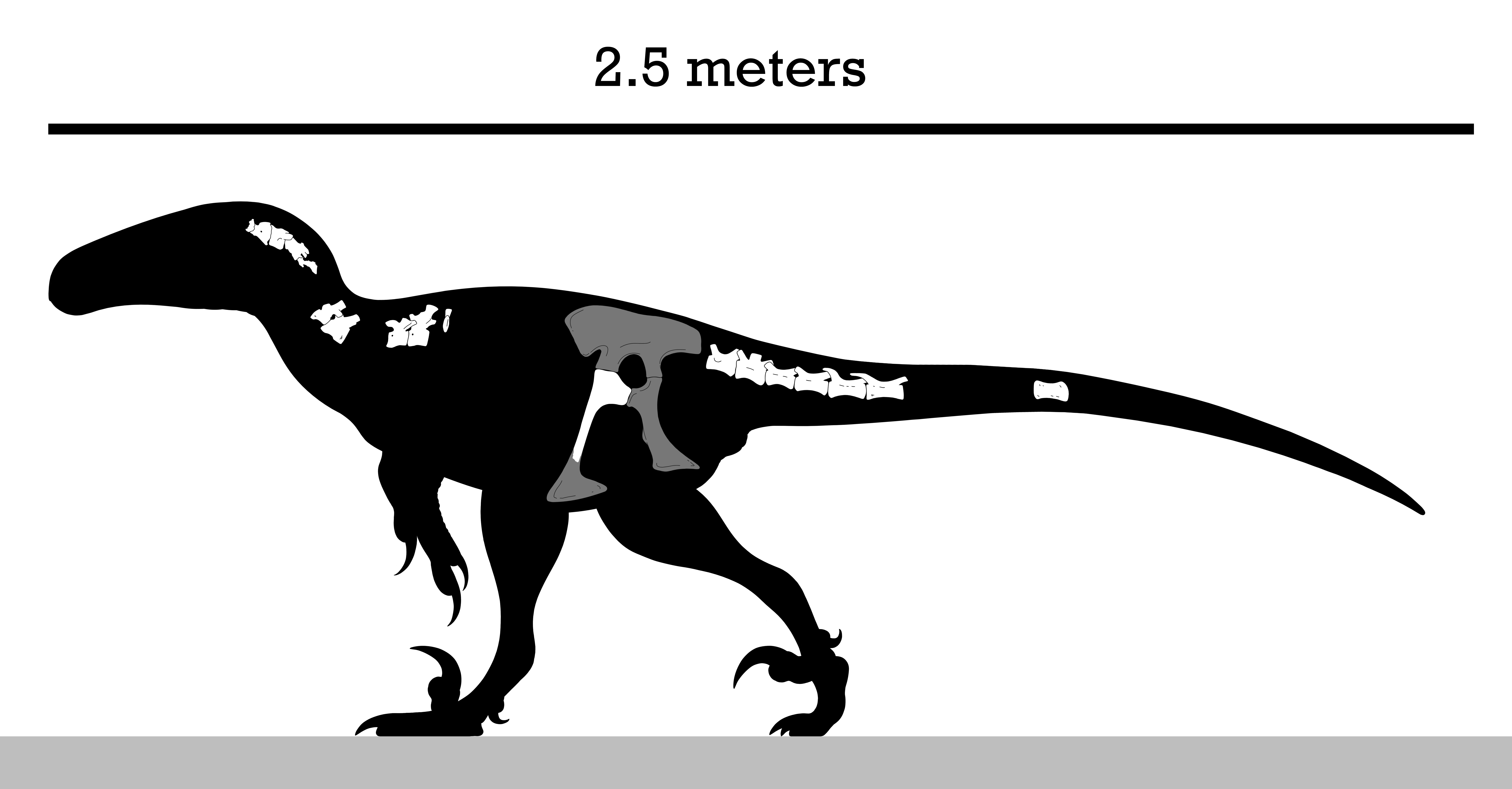
Известные элементы скелета. Белым цветом отмечены сохранившиеся кости, серым — реконструированные.

Yurgovuchia известна по частичному посткраниальному скелету единственной особи. Голотип UMNH VP 20211 включает в себя некоторые шейные, спинные и хвостовые позвонки, а также проксимальный конец левой части тазовой кости. 

## Палеоэкология
Окаменелости Yurgovuchia нашёл Дональд ДеБли в 2005 году в костяном слое Доуллингз Боул в округе Гранд, штат Юта. Этот костяной слой является частью свиты Йеллоу-Кэт формации Сидар-Маунтин и датируется барремским ярусом нижнемелового отдела. Здесь же были найдены окаменелости других динозавров, включая игуанодонта Iguanacolossus и неназванных пока нодозаврида и велоцирапторина, представленного лобковой костью и, возможно, лучевой костью. Было описано множество других теропод, найденных в свите Йеллоу-Кэт, включая терезинозавра фалькария и маленького хищного троодонтида Geminiraptor из нижней части свиты, крупного дромеозаврина Utahraptor, мелкого целурозавра Nedcolbertia и неназванного эудромеозавра (UMNH VP 20209), представленного сочленёнными хвостовыми позвонками.

Yurgovuchia (оранжевая) и другие представители палеофауны свиты Йеллоу-Кэт формации Сидар-Маунтин